# Duplicaria koreana
Duplicaria koreana é uma espécie de gastrópode do gênero Duplicaria, pertencente à família Terebridae.